# Meldepflichtige Tierkrankheiten (Deutschland)
Meldepflichtige Tierkrankheiten sind Infektionserkrankungen von Haustieren und Süßwasserfischen, für die nach der Verordnung über meldepflichtige Tierkrankheiten eine Meldepflicht besteht. Die Meldepflicht soll sicherstellen, dass das Bundesministerium für Ernährung und Landwirtschaft als zuständige Bundesbehörde ständig einen Überblick über die aktuelle Verbreitungssituation dieser Erkrankungen hat. Die Meldepflicht dient damit vor allem statistischen Zwecken, im Gegensatz zu den anzeigepflichtigen Tierseuchen werden auf die Meldung hin keine amtlichen Bekämpfungsmaßnahmen eingeleitet.

## Ziele der Meldepflicht
Bei den meldepflichtigen Tierkrankheiten handelt es sich um solche Erkrankungen, die praktische Bedeutung gewinnen können und gleichzeitig gut und sicher zu diagnostizieren sind. Die Meldepflicht soll dabei gewährleisten, dass das Bundesministerium für Ernährung und Landwirtschaft (BMEL) als zuständige Bundesoberbehörde zu jedem Zeitpunkt über einen zuverlässiger Kenntnisstand über die Art, den Umfang sowie die Entwicklung dieser Krankheiten verfügt. Im Gegensatz zu den anzeigepflichtigen Tierseuchen werden die meldepflichtigen Tierkrankheiten nicht durch staatlichen Maßnahmen bekämpft, für die Aufrechterhaltung eines leistungsfähigen und gesunden Tierbestandes ist es aber unabdingbar, dass ständig ein aktueller Überblick über die Verbreitungssituation besteht, damit geeignete Bekämpfungsmaßnahmen frühzeitig eingeleitet werden können, wenn die Seuchensituation dies erforderlich macht.
Die zuständigen Behörden benötigen den aktuellen Überblick über den Status dieser Erkrankungen außerdem, um den internationalen Verpflichtungen zur Erstattung von regelmäßigen Berichten über die Verbreitung der jeweiligen Erkrankungen an das Internationale Tierseuchenamt, die Weltgesundheitsorganisation (WHO), die Ernährungs- und Landwirtschaftsorganisation der Vereinten Nationen (FAO) sowie an die Europäische Gemeinschaft nachkommen zu können.
Zur Meldung verpflichtet sind die Leiter der Veterinäruntersuchungsämter, der Tiergesundheitsämter sowie sonstiger Untersuchungsstellen, die das Auftreten einer meldepflichtigen Erkrankung unverzüglich an die jeweilige nach Landesrecht zuständigen Behörden (Landesministerien, Landesämter) melden müssen. Außerdem sind auch Tierärzte, die in Ausübung ihres Berufes eine meldepflichtige Erkrankung diagnostizieren, zur Meldung an die zuständigen Lebensmittelüberwachungs- und Veterinärämter verpflichtet. Neben der Art der Erkrankung sind bei der Meldung auch das Datum der Feststellung, die betroffene Tierart, die Anzahl der betroffenen Tierbestände sowie der Name des betroffenen Landkreises bzw. der kreisfreien Stadt mitzuteilen (§ 1 der Verordnung über meldepflichtige Tierkrankheiten).
Die nach Landesrecht zuständigen Behörden wiederum geben die bei ihnen eingegebenen Meldungen spätestens am ersten Arbeitstag der auf den Eingang der Meldung folgenden Woche an das Bundesministerium für Ernährung und Landwirtschaft weiter, an dem so die Meldungen aus dem gesamten Bundesgebiet zusammenlaufen (§ 2 der Verordnung über meldepflichtige Tierkrankheiten). Für das elektronische Meldeverfahren an das Bundesministerium wird die Spezial-Software Tierseuchennachrichten verwendet, die das Bundesministerium den Landesbehörden über die Bundesforschungsanstalt für Viruskrankheiten der Tiere zur Verfügung stellt.
Das beim Bundesministerium für Ernährung und Landwirtschaft eingegangenen Meldungen dienen als Datenbasis für die Meldungen der Bundesrepublik Deutschland an die Mitgliedsstaaten der EU.

## Rechtsgrundlagen
Durch das am 1. Mai 2014 in Kraft getretenen Tiergesundheitsgesetzes (Gesetz zur Vorbeugung vor und Bekämpfung von Tierseuchen, TierGesG) ist das Bundesministerium für Ernährung und Landwirtschaft ermächtigt, durch Rechtsverordnungen meldepflichtige Tierkrankheiten zu benennen, um einen umfassenden Übersicht über deren Verbreitung zu erlangen. Die erlassenen Rechtsverordnungen benötigen die Zustimmung des Bundesrates (§ 26 Abs. 3 des Tiergesundheitsgesetzes).
Die jeweils meldepflichtigen Tierkrankheiten werden durch die Verordnung über meldepflichtige Tierkrankheiten (TKrMeldpflV) benannt.
Als nationales Referenzlabor für die Diagnostik anzeige- und meldepflichtiger Tierseuchen ist das Friedrich-Loeffler-Institut mit Hauptsitz auf der Insel Riems benannt. Im Rahmen dieser Aufgaben veröffentlicht das Friedrich-Loeffler-Institut eine Sammlung amtlicher Methoden, die die zu Art und Weise der Probenentnahme sowie der Untersuchung des Probenmaterials vorschreiben (§ 27 Abs. 5 des Tiergesundheitsgesetzes).

## Liste der meldepflichtigen Tierkrankheiten
Für folgende Tierkrankheiten besteht eine Meldepflicht (Stand April 2020). Die Nummerierung orientiert sich an der Nummerierung in der jeweils geltenden Verordnung über meldepflichtige Tierkrankheiten. Diese ist nicht durchgängig ist, da durch Änderungen der Verordnung in der Vergangenheit für einzelne Erkrankungen die Meldepflicht entfallen ist bzw. auf weitere Erkrankungen ausgedehnt wurde, die dann entsprechend der alphabetischen Reihenfolge in die Liste einsortiert wurden.
| Nr.  | Tierseuche                                          | Tierart           | Erreger                         | Anmerkungen |
| ---- | --------------------------------------------------- | ----------------- | ------------------------------- | --- |
| 2.   | Ansteckende Gebärmutterentzündung des Pferdes (CEM) | Pferde            | Taylorella equigenitalis        | |
| 3.   | Bornavirus-Infektionen der Säugetiere               | viele             | Borna Disease Virus 1 (BoDV-1)  | |
| 4.   | Campylobacteriose                                   | viele             | Campylobacter ssp.              | |
| 5.   | Chlamydiose                                         | viele             | Chlamydophila-Spezies           | |
| 6    | Echinokokkose                                       | viele             | Echinococcus ssp.               | |
| 8.   | Equine Virus-Arteritis-Infektion                    | Pferde            | Equine arteriitis virus         | |
| 11.  | Gumboro-Krankheit                                   | Hühner, Puten     | Infectious bursal disease virus | |
| 12.  | Infektiöse Laryngotracheitis des Geflügels (ILT)    | Hühner            | Hühner-Herpesvirus 1            | |
| 14.  | Leptospirose                                        | Schweine, Schafe  | Leptospira ssp.                 | |
| 15.  | Listeriose                                          | viele             | Listeria monocytogenes          | |
| 16.  | Maedi-Visna                                         | Schafe, Ziegen    | Maedi-Visna-Virus               | |
| 17.  | Mareksche Krankheit                                 | Hühner            | Hühner-Herpesvirus 2            | |
| 17a. | Niedrigpathogene aviäre Influenza der Wildvögel     | Wildvögel         | Aviäres Influenzavirus          | |
| 18.  | Paratuberkulose                                     | Wiederkäuer       | Mycopacterium paratuberculosis  | |
| 19.  | Q-Fieber                                            | Wiederkäuer       | Coxiella burnetii               | |
| 20.  | Rauschbrand                                         | Schafe, Ziegen    | Clostridium chauvoei            | |
| 21.  | Säugerpocken                                        | viele             | Orthopoxvirus ssp.              | |
| 22.  | Salmonellose                                        | viele             | Salmonella ssp.                 | ausgenommen Salmonelleninfektionen mit Mitteilungspflicht nach § 4 der Hühner-Salmonellen-Verordnung, sowie Salmonellosen des Rindes (Anzeigepflicht nach § 1 Nr. 28 der Verordnung über anzeigepflichtige Tierseuchen) |
| 22a. | SARS-CoV-2                                          | Säugetiere, Vögel | SARS-CoV-2                      | Infektionen bei Haustieren |
| 23.  | Schmallenberg-Virus                                 | Rinder            | Schmallenberg-Virus             | |
| 24.  | Toxoplasmose                                        | viele             | Toxoplasma gondii               | insbesondere alle der Lebensmittelgewinnung dienenden Säugetierarten |
| 25.  | Transmissible Gastroenteritis (TGE)                 | Schweine          | Schweine-Coronavirus 1          | |
| 26.  | Tuberkulose                                         | viele             | Mycobacterium ssp.              | ausgenommen Mycobacterium bovis inkl. Subspezies-Infektionen (Anzeigepflicht nach § 1 Nr. 36 der Verordnung über anzeigepflichtige Tierseuchen)                                                                         |
| 27.  | Tularämie                                           | Kaninchen, Hasen  | Francisella tularensis          | |
| 28.  | Verotoxin bildende Escherichia coli                 | viele             | Escherichia coli ssp.           | |
| 30.  | Vogelpocken                                         | Vögel             | Avipoxvirus ssp.                | |